# パッシブケア
パッシブケアとは、ヘルスケアにおける”受動的”な医療をさす。

## 解説
日本の多くの医療やヘルスケア、すなわち投薬、注射、鍼灸、整体、マッサージ等に関して、患者自身は自ら何かをするのではなく、すべて受動的にケアを受けるこのようなヘルスケアのことをパッシブケアと呼ぶ。これに対して、患者自らが能動的、自主的に身体を動かし、QOLや身体能力等を向上させることをアクティブケアと呼ぶ。